# Clusiaceae
Clusiaceae er en plantefamilie, der er udbredt i alle tropiske områder. Den omfatter 27 slægter med mere end 1000 arter. Det er træagtige planter, som indeholder flavoner og ellaginsyre. Bladene er modsatte og ofte helt flade med helrand og kirtler i prikker eller rækker. Blomsterne er 4- eller 5-tallige. Frugterne er bær eller samlefrugter. Her omtales kun de få slægter, der er repræsenteret ved arter, som kendes i Danmark.
| Slægter |

- Clusia
- Mangostan-slægten (Garcinia)